# Ercole Dembowski
‎
Ercole Dembowski, italijanski astronom, * 12. januar 1812, Milano, Italija, † 19. januar 1881, Albizzate, Italija.
Dembowski je do leta 1843 služil v Avstro-ogrski vojni mornarici, nato pa se je posvetil astronomiji.
1. 1 2  https://link.springer.com/referenceworkentry/10.1007/978-0-387-30400-7_350